# The Lincoln Project
The Lincoln Project är en amerikansk politisk kampanjorganisation, som producerar TV-reklam för att förhindra Donald Trumps återval som USA:s president den 3 november 2020. Gruppen framträdde i december 2019 och består av tidigare republikaner, som var missnöjda med Trumps politik och menade att hans personliga egenheter gjorde honom olämplig som president. Med utgångspunkt i traditionellt republikanska konservativa värderingar stöder organisationen den demokratiske presidentkandidaten Joe Biden inför höstens val. The Lincoln Project producerar korta inslag med reklam för TV och sociala medier i takt som ökat ju närmare valdagen man kommer. Inslagen är starkt personfokuserade och stöder Biden som  mest lämplig men med uttalade reservationer mot hans program. Valet står mellan "America or Trump".
The Lincoln Project har namn efter den förste amerikanska presidenten från det republikanska partiet, Abraham Lincoln. Det har uppmärksammats av svenska media som en betydande aktör i valkampanjen.